# Haplodrassus dixiensis
Haplodrassus dixiensis är en spindelart som beskrevs av Chamberlin och Angus Munn Woodbury 1929. Haplodrassus dixiensis ingår i släktet Haplodrassus och familjen plattbuksspindlar. Inga underarter finns listade i Catalogue of Life.